# Thermithiobacillaceae
Famille
Genres de rang inférieur
- Thermithiobacillus

Les Thermithiobacillaceae forment une des deux familles de l'ordre de bactéries à Gram négatif Acidithiobacillales du phylum des Pseudomonadota. Cette famille contient les bactéries du genre Thermithiobacillus.

## Taxonomie
Le nom correct complet (avec auteur) de ce taxon est Thermithiobacillaceae Garrity et al. 2005.
Le genre type est Thermithiobacillus Kelly & Wood 2000.

### Étymologie
La famille Thermithiobacillaceae a été nommée ainsi d'après le genre type qui lui a été assigné, Thermithiobacillus. Son étymologie est la suivante : Therm.i.thi.o.ba.cil.la’ce.ae. N.L. masc. n. Thermithiobacillus, genre type de la famille; L. fem. pl. n. suff. -aceae, suffixe utilisé pour nommer une famille; N.L. fem. pl. n. Thermithiobacillaceae, la famille des Thermithiobacillus,.

### Historique
L'ordre type de cette famille Thermithiobacillaceae, a été classé en 2005 dans la classe des Gammaproteobacteria sur la base des analyses phylogénétiques des séquences d'ARN ribosomal 16S. De nouvelles analyses phylogénétiques multiprotéines ont été ajoutées et ont permis de créer la classe des Acidithiobacillia en 2013 parmi les Pseudomonadota,. À l'occasion de cette caractérisation, l'ordre des Acidithiobacillales a été déplacé de la classe Gammaproteobacteria vers la nouvelle classe Acidithiobacillia ainsi que les familles et genres la composant dont les Thermithiobacillaceae et les Acidithiobacillaceae.

### Liste des genres
Selon la LPSN (13 août 2022) :
- Thermithiobacillus